# Sara Seager
Pour les articles homonymes, voir Seager.
Sara Seager, née le 21 juillet 1971 à Toronto (Canada), est une astronome et planétologue canado-américaine, actuellement professeure au Massachusetts Institute of Technology. Elle est spécialisée dans l'étude des exoplanètes et de leur atmosphère. Elle a écrit deux ouvrages sur ces sujets,. Elle a été reconnue pour cette recherche par Popular Science, Discover Magazine, Nature et TIME Magazine. Seager s'est vu attribuer un prix MacArthur en 2013 pour son travail théorique sur la détection des signatures chimiques dans les atmosphères d'exoplanètes et le développement d'observatoires spatiaux à bas coûts pour l'observation de transits planétaires.

## Vie personnelle et carrière
Sara Seager est née à Toronto, au Canada, le 21 juillet 1971. Elle obtient son diplôme de Bachelor of Science en mathématiques et physique à l'université de Toronto en 1994, aidée par une bourse de recherche de l'université du CRSNG de premier cycle, puis décroche son Ph.D. en astronomie de l'université Harvard en 1999. Dans sa thèse de doctorat, elle développe des modèles théoriques d'atmosphères d'exoplanètes. Elle occupe un poste de chercheur postdoctoral à l'Institute for Advanced Study entre 1999 et 2002 et à la Carnegie Institution de Washington jusqu'en 2006. Elle rejoint le Massachusetts Institute of Technology en janvier 2007 en tant que professeure associée en physique et en planétologie, obtient un poste permanent en juillet 2007, puis devient professeure titulaire en juillet 2010. Elle occupe actuellement la chaire de la « Classe de 1941 ».
Elle est mariée avec Charles Darrow et a deux fils de son premier mariage avec Michael Wevrick, mort d'un cancer en 2011,.

## Recherche académique
L'équipe du PlanetQuest de la NASA la surnommait « une Indiana Jones astronomique » (« an astronomical Indiana Jones »). Sara Seager utilisa le nom de « naine gazeuse » (« gas dwarf ») pour des planètes de type super-Terre de haute masse composées principalement d'hydrogène et d'hélium dans une animation d'un modèle de l'exoplanète Gliese 581 c. L'expression « naine gazeuse » est aussi utilisé pour désigner des planètes plus petites que les géantes gazeuses, mais comme ces dernières entourées d'une épaisse atmosphère d'hydrogène et d'hélium,.
Seager fut récompensée du prix Sackler 2012 pour l'« analyse de l'atmosphère et de la composition interne de planètes extrasolaires » et du prix Helen B. Warner pour l'astronomie de l'Union américaine d'astronomie en 2007 pour le développement de « techniques fondamentales pour la compréhension, l'analyse et la recherche d'atmosphères de planètes extrasolaires » et le prix Harvard Bok 2004 en astronomie. Elle est nommée boursière de l'Association américaine pour l'avancement des sciences en 2012 et est élue à la Société royale d'astronomie du Canada en tant que membre honoraire en 2013. En septembre 2013, elle devient une MacArthur Fellow.

## L'équation de Seager
Seager développa une version modifiée de l'équation de Drake pour estimer le nombre de planètes habitables dans la Galaxie. Au lieu de considérer des extraterrestres ayant une technologie radio, Seager s'est simplement intéressée à la présence d'une quelconque vie extraterrestre. L'équation se concentre sur la recherche de planètes avec des biomarqueurs, molécules (de gaz ici) produits par les organismes vivants qui peuvent s'accumuler dans l'atmosphère d'une planète à des niveaux détectables par des télescopes spatiaux distants.
L'équation de Seager est :
{\displaystyle N=N^{*}F_{Q}F_{HZ}F_{o}F_{L}F_{S}}
avec :
- N : le nombre de planètes avec des signes de vie détectables,
- N* : le nombre d'étoiles observées,
- FQ : la fraction d'étoiles calmes,
- FHZ : la fraction d'étoiles avec des planètes rocheuses situées dans la zone habitable,
- Fo : la fraction de ces planètes qui peuvent être observées,
- FL : la fraction de ces dernières qui abritent effectivement la vie,
- FS : la fraction de celles-ci sur lesquelles la vie produit des signatures gazeuses détectables.

## Distinctions et récompenses
- Prix Kavli en astrophysique, conjointement avec David Charbonneau (2024)[22].
- Prix MacArthur (2013)
- Prix Helen B. Warner pour l'astronomie (2007)
- Harvard Book Prize in Astronomy (2004)
- NSERC Science and Technology Fellowship (1990 - 1994)
- L'astéroïde (9279) Seager est nommé en son honneur.